# How the Mind Works
How the Mind Works (vertaling: Hoe de menselijke geest werkt) is een non-fictieboek uit 1997 van de Canadese neurowetenschapper Steven Pinker. De titel was een finalist voor de Pulitzerprijs 1998 in de categorie non-fictie.

## Inhoud
Pinker geeft in How the Mind Works op wetenschappelijk verantwoorde wijze zijn eigen theorieën weer (waar aanwezig aangevuld of in combinatie met die van anderen) die mogelijk verklaren hoe en waarom menselijke hersenen en talloze verschillende functies daarin werken zoals ze doen. Voorbeelden zijn de ontwikkeling van menselijke communicatie, sociale omgang, het vermogen de buitenwereld te observeren en interpreteren en de werking en achtergrond van emoties. Hij begeeft zich daarbij op terreinen waarvan een (groot) deel nog niet bekend is ten tijde van uitgave. Hij houdt wel nauwkeurig rekening met al wel bekende feiten, wetenschappelijke ingeschatte waarschijnlijkheden en al weerlegde hypotheses.
Pinker wijst in How the Mind Works onder meer op activiteiten die de hersenen als vanzelfsprekend verrichten, waar de gemiddelde persoon in het dagelijks leven zelden bij stil staat, maar die vooralsnog te ingewikkeld zijn om aan een computer of robot te kunnen leren. Hij analyseert deze functies per onderdeel (hoeveel onderdelen bevat denkproces x, wat moet er gebeuren per stap, hoe verrichten de hersenen elke stap fysiek etc.). Daarbij gaat hij in op hoe deze functies mogelijk ontstaan zijn tijdens de evolutie van de mens en hoe waarschijnlijk (of zeker) niet.

## Taalgebruik
Het boek is geschreven in een taal die erop gericht is een groter publiek te bereiken dan medewetenschappers. Wetenschappelijk jargon wordt waar aanwezig uitgelegd in lekentaal en verschillende vormen van uitleg zijn voorzien van referenties naar populaire cultuurverschijnselen, zoals filmtitels en televisieseries.